# Dolina Złota

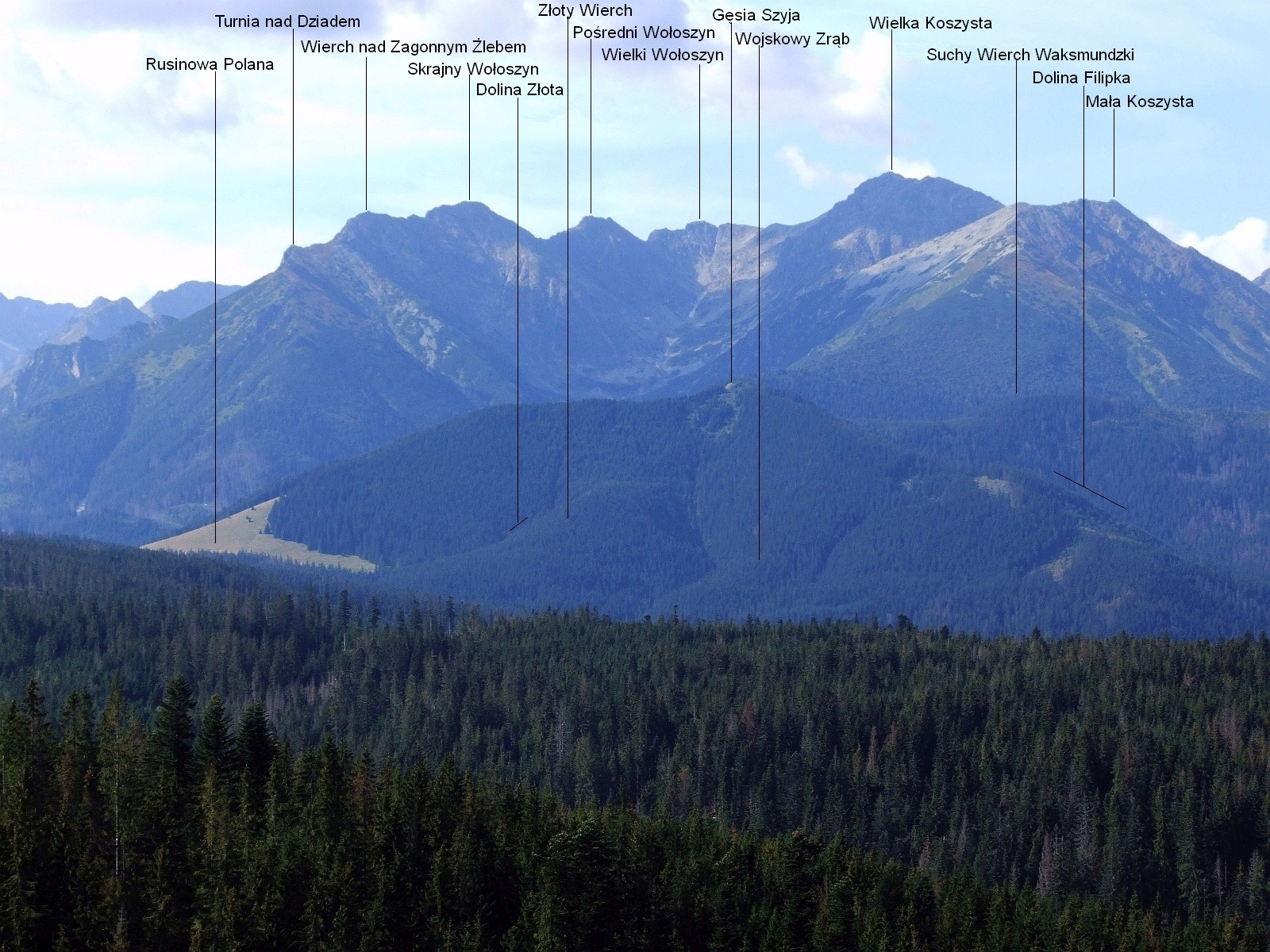
Widok z Głodówki

Dolina Złota – prawa odnoga doliny Filipka w polskich Tatrach Wysokich. Odgałęzia się od tej doliny na wysokości ok. 1000 m n.p.m. w okolicy Filipczańskiego Wierchu i biegnie wzdłuż spływającego jej dnem Złotego Potoku pod północne stoki Gęsiej Szyi, po zachodniej stronie Rusinowej Polany. Ma dwa orograficznie lewe odgałęzienia. Są to bezimienne, żlebowate dolinki oddzielone dwoma grzędami o nazwach Złoty Wierch i Wojskowy Zrąb. Dolna część orograficznie lewych zboczy Doliny Złotej to Wiktorówki.
Dolina jest całkowicie porośnięta lasem. Przez Wiktorówki prowadzi nią szlak turystyczny na Rusinową Polanę, a na zboczach Doliny Złotej poniżej Rusinowej Polany znajduje się Sanktuarium Maryjne na Wiktorówkach.

## Szlaki turystyczne
od Drogi Oswalda Balzera w Zazadniej obok Sanktuarium Maryjnego na Wiktorówkach i dalej Doliną Złotą na Rusinową Polanę (1:15 h, ↓ 1:05 h).